# Loodrecht (meetkunde)

Twee loodrechte lijnen

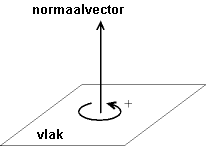
Loodrecht op een vlak

Met loodrecht werd oorspronkelijk de richting van het schietlood aangeduid (verticaal).
Daarvan afgeleid noemt men twee objecten onderling loodrecht als ze elkaar snijden onder een hoek van 90 graden of π/2 radialen, met andere woorden: wanneer er sprake is van een rechte hoek. Zo kunnen twee rechte lijnen, vectoren, vlakken, maar ook een lijn en een vlak e.d. loodrecht op elkaar staan.

## Vectoren
Twee vectoren {\displaystyle {\vec {a}}}, en {\displaystyle {\vec {b}}}, staan bij afspraak loodrecht op elkaar, als hun inwendige product gelijk is aan 0, in formule:
{\displaystyle {\vec {a}}\cdot {\vec {b}}=0}.
Voor euclidische ruimten en het standaardinproduct komt dit overeen met het gewone begrip loodrecht.

## Lijnen
- Twee lijnen in een plat vlak, met ten opzichte van een xy-assenstelsel resp. de richtingscoëfficiënten a en b, staan loodrecht op elkaar, als

{\displaystyle ab=-1}.
Voor de richtingshoeken {\displaystyle \alpha } en {\displaystyle \beta } geldt immers: {\displaystyle a=\tan(\alpha )} en {\displaystyle b=\tan(\beta )}, en {\displaystyle \tan(\alpha )\tan(\beta )=-1} impliceert dat {\displaystyle \beta =\alpha \pm 90^{\circ }}.
- Twee lijnen in een willekeurige euclidische ruimte staan loodrecht op elkaar als de bijbehorende richtingsvectoren onderling loodrecht zijn.

## Krommen
Men kan ook spreken van krommen die elkaar loodrecht snijden. Er wordt dan gekeken naar de hoek van de raaklijnen in het snijpunt. Bij cirkels die elkaar snijden zijn de twee hoeken in de twee snijpunt gelijk. Zijn die hoeken beide gelijk aan 90°, dan spreekt men van cirkels die loodrecht op elkaar staan.

### Barycentrische coördinaten
Als een lijn {\displaystyle l} de oneindig verre rechte snijdt in een punt met barycentrische coördinaten {\displaystyle (f\ :g\ :h)}, dan snijdt een lijn {\displaystyle r} loodrecht op {\displaystyle l} de oneindig verre rechte in het punt 
{\displaystyle \left(S_{C}h-S_{B}g:S_{A}f-S_{C}h:S_{B}g-S_{A}f\right)}.
Hierbij is gebruikgemaakt van Conway-driehoeknotatie.

## Vlakken
Twee vlakken staan loodrecht op elkaar, als de twee normaalvector van beide vlakken loodrecht op elkaar staan.

## Een lijn en een vlak
Een lijn staat, per definitie, loodrecht op een vlak, als ze loodrecht staat op elke lijn in dat vlak. Het vlak staat dan ook loodrecht op die lijn; het is een loodvlak van die lijn.
Er kan evenwel aangetoond worden dat het voldoende is dat de lijn loodrecht staat op twee snijdende lijnen in dat vlak.
Die loodrecht op het vlak staande lijn is dan evenwijdig met de normaalvector van dat vlak.
Het vlak dat door het midden van een lijnstuk gaat en loodrecht staat op de drager van dat lijnstuk, is het middelloodvlak van dat lijnstuk.

## Drie dimensies
Het kruisproduct van twee vectoren in drie dimensies staat loodrecht op die beide vectoren.